# Milli Firka
Milli Firka (krymskotat. ملی فرق, Milliy Fırqa; ros. Милли Фирка), Narodowa Partia Tatarska – ugrupowanie polityczne Tatarów krymskich działające na Krymie od 1917 r.

## Historia
Po rewolucji lutowej 1917 r. Tatarzy krymscy postanowili wykorzystać sprzyjający moment dla wywalczenia własnej niezależności. 25 marca tego roku odbył się w Symferopolu kongres z udziałem kilku tysięcy delegatów. W trakcie obrad wyłoniono Konstytuantę (Kurułtaj), która ogłosiła autonomię narodu i kultury tatarskiej. Sformułowano ponadto 5 postulatów, które dotyczyły: proklamacji autonomii kulturalnej Tatarów krymskich, natychmiastowego odwołania z urzędu członków Muzułmańskiego Zarządu Duchownego i Komisji do Spraw Wakuf oraz wyznaczeniu ich następców, a także wybór Muzułmańskiego Komitetu Wykonawczego mającego sprawować rolę politycznego centrum kierowniczego. W toku obrad Konstytuanta wyłoniła także Komitet Wykonawczy. Jego zadaniem była reorganizacja na korzyść tatarskiej ludności administracji religijnej, świeckiej i wakufów, a także przygotowanie Tatarów do pełnego przejęcia władzy na Krymie. Równocześnie powstawały młodzieżowe i kobiece organizacje tatarskie, które miały na celu kształtowanie świadomości narodowej i przygotowanie swych członków do rządzenia.
W lipcu 1917 r. została utworzona narodowa partia polityczna Milli Firka (nazwa ta pojawiła się dopiero w 1919 r.) pod przewodnictwem Asana Sabri Ajwazowa, jednocześnie redaktora organu prasowego „Millet”. Grupowała ona głównie przedstawicieli inteligencji tatarskiej. Do głównych działaczy należeli m.in. Dżafar Sejdamet, Noman Çelebicihan, Amet Ozenbaszły, Ismaił bej Gasprinski, Bekir Czoban-zade, Weli Ibraimow. Członkiem partii mógł zostać jedynie krymskotatarski muzułmanin powyżej 18 roku życia. Głoszono hasło Krym dla krymskich Tatarów. Program partii został ogłoszony na zjeździe w listopadzie 1917 r. Miał on charakter socjaldemokratyczny. Milli Firka głosiła hasła przeprowadzenia reformy muzułmańskiego duchowieństwa tatarskiego, wprowadzenia równouprawnienia kobiet, zabrania przywilejów murzom, dokonania reformy rolnej, polegającej na przekazaniu ziemi murzów i bejów biedniejszej ludności chłopskiej. W sferze państwowej opowiadała się oficjalnie za autonomią polityczno-kulturalną dla Tatarów krymskich, lecz w rzeczywistości wzywała do ustanowienia na Krymie niepodległego państwa tatarskiego pod protektoratem jednego z państw europejskich. Ustrój Rosji widziano jako federację narodów.
W listopadzie 1917 r. Kurułtaj ogłosił w Bakczysaraju niepodległość Krymskiej Republiki Ludowej. Na czele rządu zwanego Dyrektoriatem stanął N. Çelebicihan, zaś jednym z ministrów został Dż. Sejdamet. Jednym z głównych działań gabinetu było sformowanie armii tatarskiej, której jednym z dowódców został Dż. Sejdamet. Po zajęciu Krymu przez bolszewików na pocz. stycznia 1918 r. Milli Firka została rozwiązana, działając nielegalnie. Część działaczy została zabita, część jak Dż. Sejdamet zbiegła za granicę. Reaktywacja partii nastąpiła w maju tego roku, po wkroczeniu na półwysep wojsk niemieckich. Kierownictwo Milli Firka podjęło współpracę z Niemcami w celu odbudowy krymskotatarskiej państwowości. Jesienią w partii doszło do rozłamu na 2 grupy: umiarkowaną i radykalnie lewicową, która ostatecznie wstąpiła do Rosyjskiej Partii Komunistycznej (bolszewików). W kwietniu 1919 r. na Półwysep Krymski ponownie wkroczyły wojska bolszewickie, jednak już w maju Krym zajęły Siły Zbrojne Południa Rosji gen. Antona I. Denikina. W okresie rządów białych członkowie Milli Firka działali nielegalnie. Generał A. I. Denikin nie chciał rozmawiać z Tatarami krymskimi zrażony poparciem bolszewików przez lewicową frakcję Milli Firka, zaś jego następca gen. Piotr N. Wrangel dopuszczał jedynie autonomię polityczno-kulturalną dla narodu tatarskiego. W związku z tym wielu działaczy Milli Firka weszło w skład zielonych oddziałów partyzanckich walczących zarówno z białymi, jak też bolszewikami. W partii pojawiły się jednak coraz silniejsze tendencje do zbliżenia z bolszewikami. W kwietniu 1920 r. doszło do rozmów przedstawicieli kierownictwa Milli Firka z bolszewikami i mieńszewikami dotyczącymi koordynacji działań, zwłaszcza skierowanych przeciwko białym.
Stąd po ostatecznym zajęciu Krymu przez wojska bolszewickie w listopadzie 1920 r., działacze Milli Firka nie byli od razu represjonowani. W I poł. lat 20. zorganizowali oni spółdzielnię rolniczą „Szirket”. Amet Ozenbaszły powołał organizację, która działała w kierunku powrotu Tatarów krymskich z innych krajów do ojczyzny. Do represji wobec b. działaczy Milli Firka doszło w latach 1927–1928, kiedy większość z nich została aresztowana, a następnie skazana na śmierć lub długoletnie więzienie.
W okresie II wojny światowej niektórzy b. działacze Milli Firka, np. A. Ozenbaszły, podjęli kolaborację z Niemcami. Działający na okupowanym Krymie Symferopolski Komitet Muzułmański chciał reaktywowania partii, ale Niemcy nie zgodzili się na to.
W połowie 2006 r. partia Milli Firka została reaktywowana na ukraińskim Krymie, zaś na początku 2007 r. jej działalność zalegalizowano. Na jej czele stoi Reszat Ablajew.